# Hercostomus longisetus
Hercostomus longisetus är en tvåvingeart som beskrevs av Yang och Saigusa 1999. Hercostomus longisetus ingår i släktet Hercostomus och familjen styltflugor.
Artens utbredningsområde är Henan (Kina). Inga underarter finns listade i Catalogue of Life.